# Arlen Escarpeta
Arlen Alexander Escarpeta (ur. 9 kwietnia 1980 w Belize w Ameryce Środkowej) – aktor filmowy i telewizyjny.
Wystąpił w jednej z drugoplanowych ról w filmie sportowym Męski sport (We Are Marshall, 2006). W 2009 roku na ekranach kin pojawił się slasher Piątek, trzynastego (Friday the 13th), w którym Arlen odegrał postać śmiertelnej ofiary psychopatycznego mordercy Jasona Voorheesa. Gościł w popularnym serialu Siódme niebo.